# Daniel Sanchez (Frans voetballer)
Daniel Sanchez (Oujda, 21 november 1953) is een Frans voormalig voetballer die als aanvaller speelde en voetbaltrainer.

## Carrière
Sanchez begon zijn carrière in 1972 bij OGC Nice. Hij tekende in 1981 bij Paris Saint-Germain. Sanchez veroverde er in 1981/82 de Coupe de France. Sanchez speelde tussen 1982 en 1987 voor FC Mulhouse, AS Saint-Étienne en AS Cannes. Sanchez beëindigde zijn spelersloopbaan in 1987.
In 1987 startte Sanchez zijn trainerscarrière. Hij was als hoofdtrainer actief bij diverse clubs in Frankrijk, Japan en Tunesië.